# Kaziuk

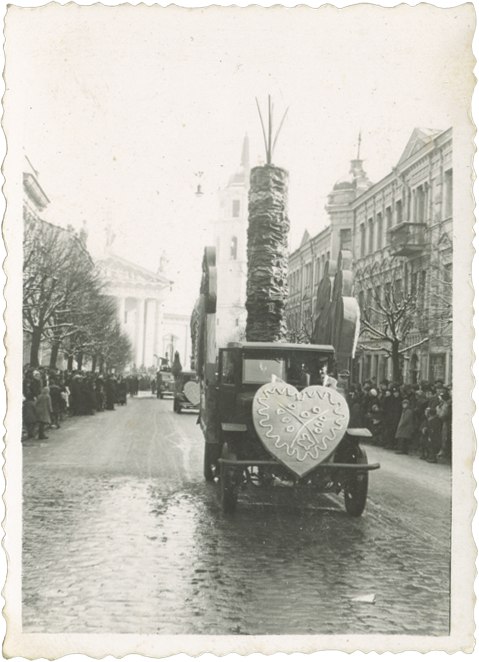
Korowód w Kaziuki w Wilnie (1936)

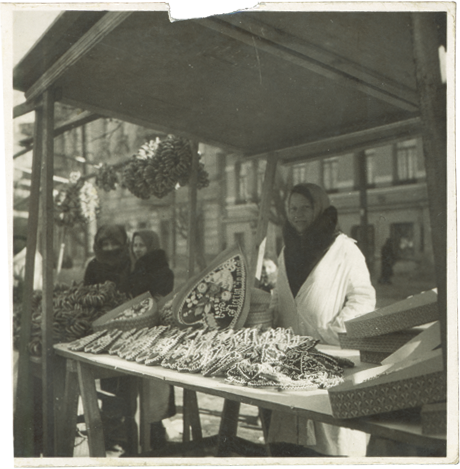
Stragan z kaziukowymi sercami (1939)

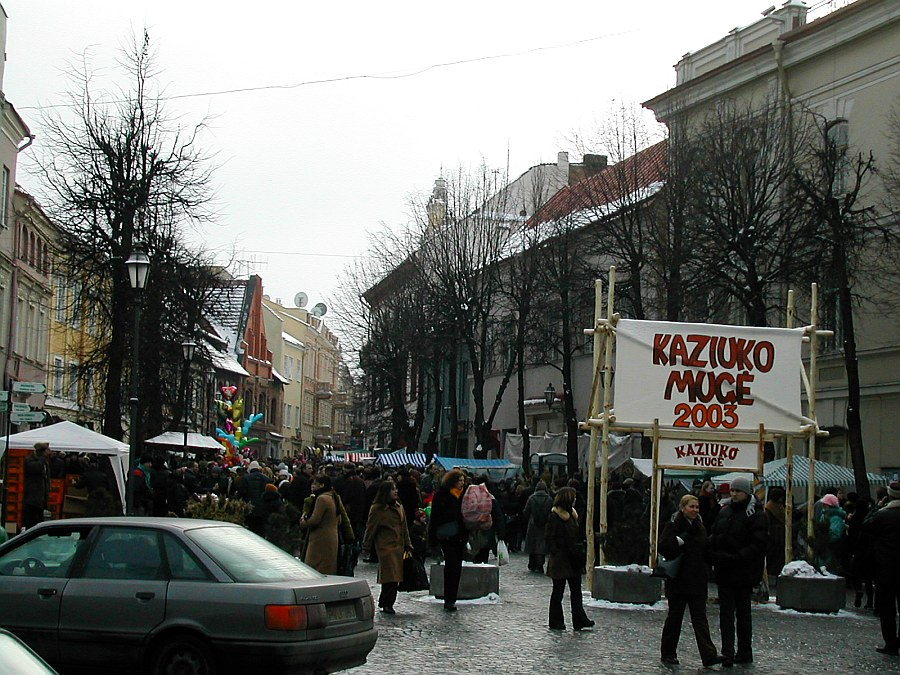
Kaziuki w Wilnie (2003)

Kaziuk (Kaziuki, lit. Kaziuko mugė) – odbywający się od czterystu lat jarmark odpustowy w Wilnie w dzień świętego Kazimierza (4 marca). W jego trakcie odbywały się pochody na czele z kuglarzami i przebierańcami. Kaziuki miały miejsce na Placu Katedralnym, a od 1901 roku na Placu Łukiskim. W okresie międzywojennym pochód otwierał przebrany za św. Kazimierza wilnianin.

## Historia
Tradycja kaziukowego jarmarku sięga początku XVII wieku, 7 listopada 1602 papież Klemens VIII ogłosił księcia Kazimierza Jagiellończyka świętym, uroczystość kanonizacyjna odbyła się dwa lata później w katedrze wileńskiej. W 1636 uroczyście przeniesiono relikwie do kaplicy ufundowanej przez Zygmunta III i Władysława IV, było to podniosłe wydarzenie, o którym powiadomiono władców wielu państw europejskich. Z tą uroczystością historycy wiążą początek jarmarku, który prawdopodobnie wówczas odbył się po raz pierwszy. Od tego czasu uroczyście obchodzono rocznicę przeniesienia relikwii, a świętu kościelnemu towarzyszył jednodniowy jarmark. W 1827 po raz pierwszy kupcy wileńscy wystąpili do rady miejskiej o rozszerzenie przywileju jarmarcznego na kilka dni, zmieniło to całkowicie jego formę i wielkość. Poza miejscowymi kupcami przyjeżdżali również handlarze z odległych miast i wsi, przywozili ze sobą towary, które wcześniej były w Wilnie mało znane. Targ początkowo mieścił się na placu Katedralnym, z czasem objął też sąsiednie ulice. Przyjezdni poza straganami ustawiali namioty, a w nich małe przenośne warsztaty. Na ten okres datuje się pojawienie się w sprzedaży piernikowych serc, które z czasem stały się najbardziej rozpoznawalnym produktem. W 1901 władze carskie postawiły na placu Katedralnym pomnik Katarzyny II, równocześnie uporządkowały jego otoczenie. Zmiany te wymusiły przeniesienie jarmarku w miejsce pozwalające na swobodny handel. Wybór padł na wybrukowany po 1875 plac Łukiski, od 1900 odbywał się tam jarmark świętojerski, Kaziuk po raz pierwszy odbył się na placu Łukiskim w 1904. W tym czasie poza kupcami wileńskimi większą część handlujących stanowili rzemieślnicy i chłopi z całej Litwy, liczba straganów stale rosła i w kulminacyjnym  momencie wynosiła ponad 2400. Po wybudowaniu Zielonego Mostu część straganów ustawiano na tzw. Rynku Łukiskim (obecny pl. Waszyngtona), pomiędzy placem Łukiskim na Wilią. I wojna światowa znacznie zmniejszyła rozmiary jarmarku kaziukowego, ale na początku lat 30. XX wieku dzięki aktywnemu wsparciu władz odnowiono tradycję kupiecką. W 1936 władze przemianowały plac Łukiski na plac marsz. Józefa Piłudskiego i postanowiły nadać mu reprezentacyjny charakter, odbywający się dwa razy w tygodniu targ przeniesiono całkowicie na Rynek Łukiski. W 1937 podniesiono znacznie opłatę targową, co uderzyło w najuboższą część kupców, czyli chłopów i rzemieślników handlujących tradycyjnym asortymentem. W 1939 Kaziuk odbył się tylko na Rynku Łukiskim. W czasie II wojny światowej jarmark odbywał się w bardzo ograniczonej formie, w czasach sowieckich ze względów ustrojowych niechętnie patrzono na prywatny handel, z tego powodu wybór towarów był bardzo ograniczony. W 1952 po ustawieniu na placu Łukiskim pomnika Włodzimierza Lenina władze nakazały przenieść jarmark na plac Kalwaryjski (wówczas plac Dzierżyńskiego), wybór nie był odpowiedni, obszar targowiska był bardzo ograniczony, co wpływało na liczbę kupców. Po odzyskaniu przez Litwę niepodległości Kaziuk powrócił na plac Katedralny i okoliczne ulice.

## Współcześnie
Współcześnie to trzydniowy kiermasz odbywający się w różnych miejscach miasta połączony z występami artystycznymi. Można tu spotkać wiele ciekawych wyrobów rzemiosła ludowego i artystycznego. Kaziuki stały się popularne również w innych miastach Litwy, a także np. w Grodnie na Białorusi. Od niedawna organizowane są również w wielu polskich miastach (np. w Poznaniu, Szczecinie, Białymstoku i Suwałkach) w niedzielę przypadającą po 4 marca, z inicjatywy Polaków, byłych mieszkańców Wilna lub ich potomków.

## Tradycja
Kaziuka rozpoczynały 3 marca nieszpory w katedrze, następnego dnia o godz. 10-tej uroczyste msze miały miejsce w katedrze oraz w kościele św. Kazimierza. Również 4 marca ulicami Wilna przechodziła procesja, wzorowana na tej z dnia kanonizacji w 1604. 
Poza typowymi straganami handlowymi swoje stoiska ustawiały również organizacje społeczne i polityczne m.in. Polski Czerwony Krzyż, Towarzystwo Gimnastyczne "Sokół", harcerstwo oraz spółdzielnia studencka Wydziału Sztuki Uniwersytetu Stefana Batorego. Obok straganów ustawiano strzelnicę, a wieczorem grały kapele. Poza ogólnym asortymentem, którym wówczas handlowano na jarmarku kaziukowym sprzedawano też towary, które mieszkańcy Wilna mogli kupić tylko tu, były to m.in.:
- Obwarzanki smorgońskie – ciężkie i twarde obwarzanki pieczone przez piekarzy w Smorgoniach, układane na straganach w stosy. Handlowano nimi od końca XIX wieku, ich sprzedawcom podróż do Wilna zajmowała kilka dni[6].
- Piernikowe serca – wypiekane były według różnych receptur, ich istota polegała na zdobieniu kolorowym lukrem. Najważniejszą ozdobą były umieszczane na nich napisy m.in. "Kocham Cię", "Pamiętaj o mnie", "Kochaj mnie jak dawniej", uzupełniały je lukrowe kwiaty, rarytasem były serca z napisem w gwarze ludowej lub z błędami. Zwyczaj ten do Wilna przywieźli staroobrzędowcy wygnani z Rosji, którzy osiedli na Wileńszczyźnie. Poza piernikowymi sercami były również w kształcie koników, rybek, misiów, kogucików oraz w wielu innych formach[5].
- Wyroby z wikliny i drewna – poza tradycyjnymi wyrobami podczas Kaziuka sprzedawano faski na miód, grzebienie do przędzy, kołatki, zabawki i instrumenty muzyczne. W ich wyrobie specjalizowali się kupcy z powiatu święciańskiego, a także z okolic Mejszagoły i Niemenczyna[5].
- Palmy wielkanocne – tradycja plecenia palm na Wileńszczyźnie jest bardzo długa, najpiękniejsze palmy były wite w okolicy Bujwidziszek, Wilkieliszek, Ciechanowiszek, Krawczun i Suderwy. Wyrabiano je z ponad 50 kwiatów i roślin, które zbierano i suszono w różnych porach roku. Związek Propagandy Turystyki organizował konkursy na najpiękniejsze palmy, które następnie wystawiano w oknach wystawowych Domu Handlowego Braci Jabłkowskich[6].
- Ceramika – do tradycyjnych wyrobów jakimi były misy, dzbany, lichtarze i bańki sprzedawano też wyroby ludowe jakimi były gwizdki, piszczałki i świstulce[5].